# And the Band Played On
And the Band Played On: Politics, People, and the AIDS Epidemic је књига Рендија Шилтса, новинара листа Сан Франциско хроникл објављена 1987. године. Књига прати откриће и ширење вирус хумане имунодефицијенције и синдрома стечене имунодефицијенције са посебним освртом на равнодушност власти, посебно у САД, према ономе што се у почетку сматрало за геј болест. Шилтсова теза је да су, иако је Сида узрокована биолошким агенсом, немар и апатија према онима који су првобитно били погођени болешћу дозволили њено много веће ширење; Сиди је дозвољено да се деси.
Књига је обиман посао истраживачког новинарства, написана у форми која садржи хронолошки приказ догађаја. Догађаји који су обликовали епидемију су описани један иза другог уз навођење најважнијих чињеница. Шилтс описује утицај борбе против болести на одређене појединце у геј, медицинској и политичкој заједници. Књига почиње касних седамдесетих са тада првим потврђеним случајем Сиде, код Грете Раск, данске докторке која је радила у Африци. Завршава се саопштењем глумца Рока Хадсона 1985. да умире од Сиде, када су међународна пажња и интерес за болест експлодирали.
And the Band Played On је добила позитивне критике и постала бестселер. Џудит Енарино из часописа Library Journal назвала је књигу „једном од најважнијих књига године“. Шилтс је описао своју мотивацију за писање књиге у интервјуу након њеног објављивања, говорећи: Сваки добар новинар могао је да уради ову причу, али мислим да је разлог што сам то урадио ја, а не неко други, тај што сам ја геј. То се дешавало људима које сам волео и о којима сам бринуо. Према књизи је снимљен истоимени филм из 1993. године. Шилтс се тестирао на ХИВ док је писао књигу, умро је од компликација повезаних са сидом 1994. године.

## Позадина
„За мене, то је сумирало цели проблем односа према сиди у медијима. Очигледно, разлог због кога сам пратио сиду од самог почетка је био тај што, за мене, то никада није било нешто што се дешавало тим другим људима.“

Ренди Шилтс
Ренди Шилтс је одрастао у конзервативној породици у близини Чикага. Као средњошколац био је активан у организацији Млади Американци за слободу. Дипломирао је новинарство на Универзитету Орегона 1975. године. Тада је такође признао да је геј, те је одлучио да не крије своју сексуалност. Међутим, није могао да пронађе сталан посао као новинар, што је приписивао хомофобији у медијима. Радио је као слободни новинар за геј часопис Адвокат пре него што се, као и хиљаде других геј мушкараца, преселио у четврт Кастро у Сан Франциску. У интервјуу из 1989, Шилтс се присећа свог беса док је покушавао да се истакне као новинар: „У почетку сам био љут на велике, имагинарне „њих“ - сва места на којима нисам добио посао. Мој бес је постајао конкретнији како је време пролазило“.
Шилтс је између 1977. и 1980. радио за две телевизије у Заливској области, поставши нека врста звезде у Кастру. Заједно са писцем Армистедом Маупином, Шилтс је изгласан за једног од најпожељнијих нежења Сан Франциска у геј заједници. Године 1982, објавио је врло хваљену биографију политичара Харвија Милка под насловом The Mayor of Castro Street, и почео да ради пуно радно времене за Сан Франциско хроникл, извештавајући о геј питањима у граду где је 25% становништва било геј. Шилтс је помно пратио причу о епидемији скоро од њеног избијања у Северној Америци, укључујући и реакцију државних органа, локалних организација за подршку, медицинских истраживача, као и појединаца који су били лично погођени растућом кризом.
Шилтс је одлучио да напише књигу након што је 1983. године присуствовао церемонији доделе награда, где је требало да прими признање за своје покривање прича везаних за сиду. Као што је описао у књизи, телевизијски спикер Бил Кертис обратио се присутнима и том приликом изрекао шалу: „Шта је најтежи део када имате сиду. Покушај да убедите своју жену да сте са Хаићанин“. Шилтс је на ову шалу одговорио рекавши да она „говори све о томе како су се медији односили према сиди. Бил Кертис је осећао да може стати испред групе новинара у Сан Франциску и говорити шале о сиди. Пре свега, могао је претпоставити да нико у групи није био геј и да, чак и ако је неко био геј, не би говорио о томе и не би то доживео као увреду. За мене, то је сумирало цели проблем односа према сиди у медијима. Очигледно, разлог због кога сам пратио сиду од самог почетка је био тај што, за мене, то никада није било нешто што се дешавало тим другим људима“.
Наслов књиге је алузија на причу о гудачком квартету на броду РМС Титаник, који је наставио свирати док је брод тонуо, чиме се алудира на више агенција и заједница које су занемариле да као приоритет поставе брз медицински одговор на кризу. Након објављивања књиге, Шилтс објаснио употребу наслова: „And the Band Played On је једноставно други начин да се каже „посао као и обично“. Сви су одговорили уобичајним темпом на ванредну ситуацију“.